# Оссензейл
Оссензейл (нід. Ossenzijl) — село в нідерландській провінції Оверейсел. Входить до муніципалітету Стенвейкерланд.
Його площа становить 15,67 км², а населення станом на 2021 рік складало 565 осіб.
Перша згадка про населений пункт датується 1437 роком.

## Галерея

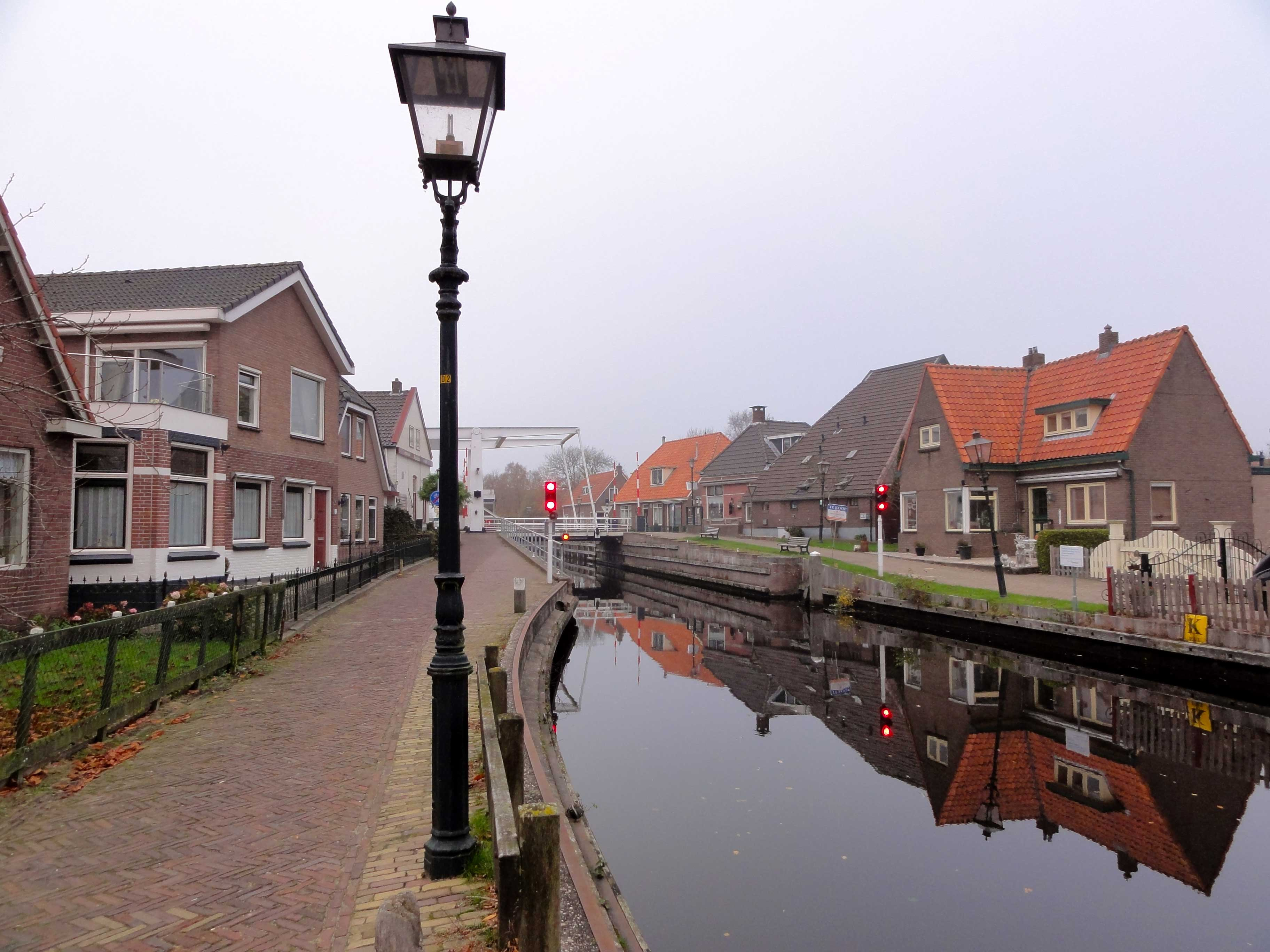
Сільська вулиця
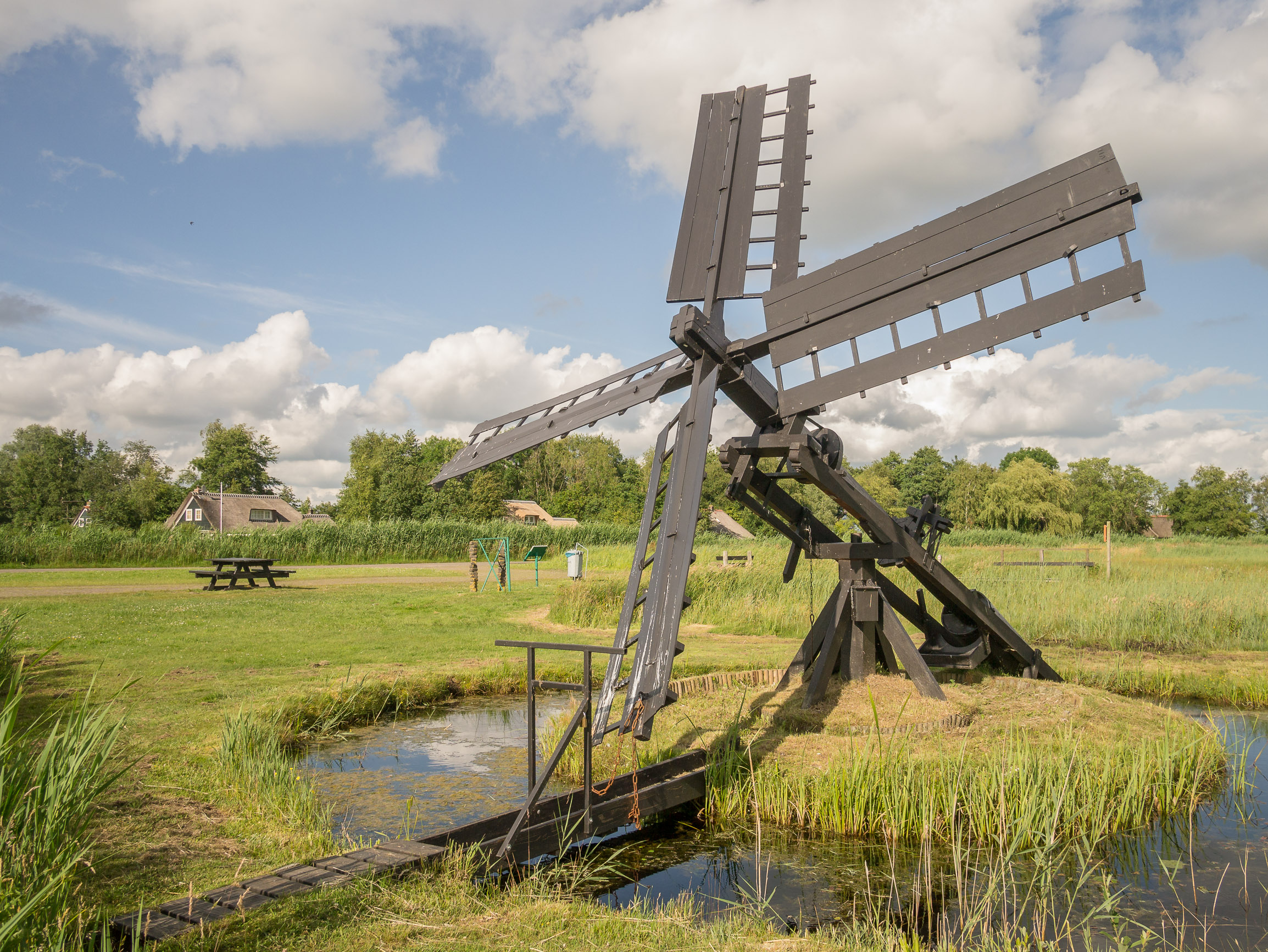
Дренажний вітряк
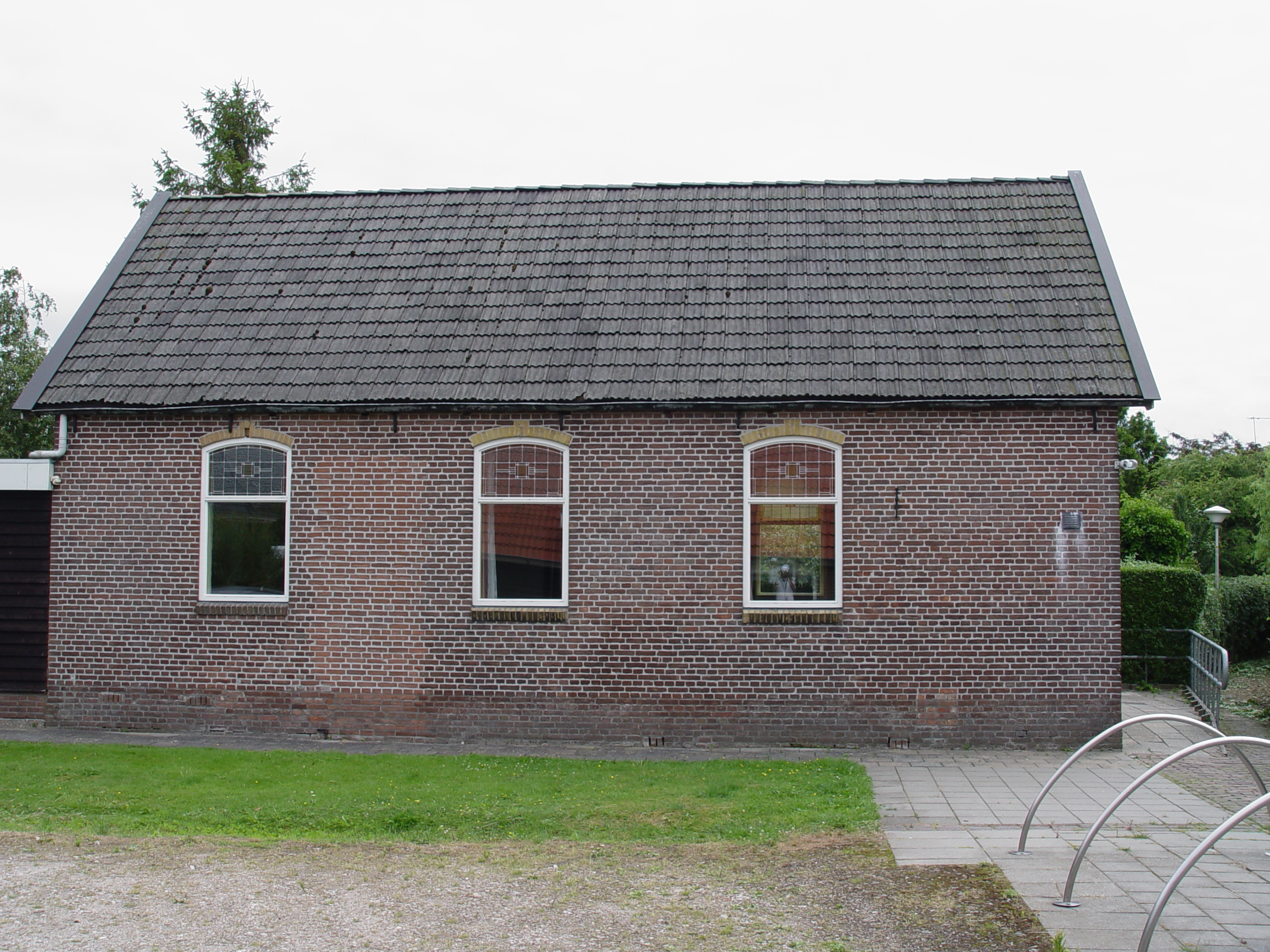
Церква у селі
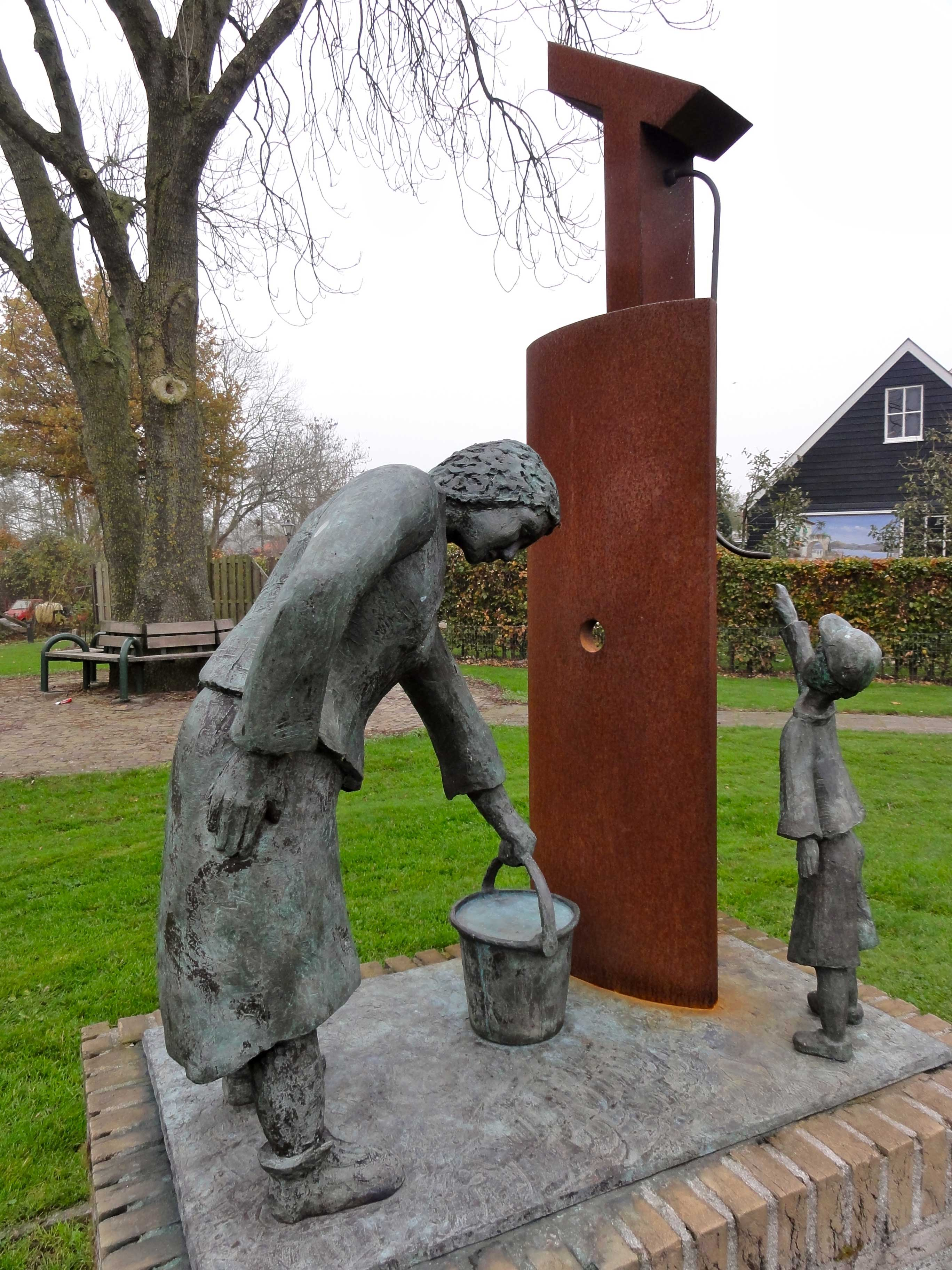
Статуя в Оссензейлі